# Kabard-Balkár autonóm terület
A Kabard-Balkár autonóm terület a Szovjetunió, azon belül az Oroszországi SZSZSZK autonóm területe volt. Az autonóm terület 1922-ben Kabardi autonóm területként lett megalapítva, majd 1922. január 16-án, a Hegyvidéki Autonóm Szovjet Szocialista Köztársaság Balkár területének csatlakozásakor átnevezték Kabard-Balkár autonóm területté. 1924. október 16-tól az Észak-kaukázusi határterület igazgatása alá tartozott.
1936. december 5-én, az új alkotmány kiadásakor kivonták az Észak-kaukázusi határterületről, majd átnevezték Kabard-Balkár Autonóm Szovjet Szocialista Köztársasággá. Ugyanekkor megváltozott az állam közigazgatási helyzete is.

## Közigazgatás
A Kabard-Balkár autonóm terület székhelye Nalcsik volt. Az autonóm terület alapításakor a székhely mellett öt körzet alkotta a közigazgatás alapjait. 1925-ig további három körzetet hoztak létre, de ebből csak kettő maradt meg. 1935-ben a közigazgatást újraszervezték, és a körzetek nevét járásokká nevezték át. 1935. január 28-án így tíz kerület alakult meg (bakszani, kurpszki, nagorni, nalcsiki, primalkinszki, urváni, csegemi, csereki és elbruszi), valamint az immár főváros, Nalcsik. Az autonóm terület közigazgatása azóta alig változott, a mai Kabard- és Balkárföldnek is ugyanez az igazgatási alapja.

## Népesség
A Szovjetunió 1926-os népszámlálási eredményei alapján a területen 204 006 fő élt. A lakosság 60%-a kabard (122 402 fő), 16,3%-a balkár (33 197 fő), 8,4%-a ukrán (17 213 fő), 7,5%-a orosz (15 344 fő), 2%-a oszét (4078 fő), 1,7%-a kumik (3505 fő), 1,3%-a német (2674 fő) és 0,7%-a zsidó (1473 fő) volt.

## Fordítás
Ez a szócikk részben vagy egészben  a   Kabardino-Balkar Autonomous Oblast című angol Wikipédia-szócikk ezen változatának fordításán alapul.  Az eredeti cikk szerkesztőit annak laptörténete sorolja fel. Ez a jelzés csupán a megfogalmazás eredetét és a szerzői jogokat jelzi, nem szolgál a cikkben szereplő információk forrásmegjelöléseként.